# Le Maître des ombres
Le Maître des ombres (titre original : Jack of Shadows) est un roman de Roger Zelazny publié en 1971.
Cet ouvrage fut nommé pour le prix Hugo du meilleur roman en 1972.
Il se situe à la charnière de la fantasy et de la science-fiction puisqu'il décrit le passage d'un monde de la première à la seconde.

## Résumé
Jack, le maître des ombres, vit sur une planète dotée d'une face diurne, dévolue au règne de la raison et de la technologie, et d'une face nocturne, dédiée aux émotions et à la magie. Les autres Seigneurs de la Face Sombre le tiennent pour un voleur et un usurpateur, car son pouvoir ne lui vient pas d'un lieu défini, mais des ombres, et il ne peut prouver son statut en montrant son bastion, car ce dernier est invisible.
Parce qu'il a volé la coupe du Tournoi du Crépuscule, Jack est finalement pris et exécuté. En tant que Seigneur, il ressuscite au pôle le plus froid, nu et exposé à de multiples périls. Puis le Seigneur des Chauve-souris, excédé par ses tours et son impertinence, l'enferme dans une cellule hermétique; Jack s'en sort quand même, profanant au passage le Livre de Kels, le registre sacré des Seigneurs.
Devenu rebelle à tout, Jack gagne la face diurne pour étudier la science. Ce savoir nouveau lui livre la Clé perdue du monde, avec laquelle il revient imposer sa vengeance.
Mais ce pouvoir usurpé finit par s'effondrer. Alors Jack, las des manigances et des sortilèges, descend au cœur de la Terre, jusqu'à la Machine qui contrôle le monde. Par sa destruction, il inaugure une nouvelle ère, sans seigneurs, où la Terre tournera enfin.